# Guisole
Guisole, pleme američkih Indijanaca, vjerojatno jedna od grupa porodice Coahuiltecan, za koje Manuel Orozco y Berra (1816-1881) kaže 1864. da žive u Coahuili i Teksasu. Margery H. Krieger misli da bi mogli biti pleme koje Álvar Núñez Cabeza de Vaca naziva Quitole, a nalazi ih između 1528. i 1534. na središnjoj teksaškoj obali u blizini plemena Maliacone i Cutalchich. 

## Vanjske poveznice
- Frederick Webb Hodge, ed., Handbook of American Indians North of Mexico (2 vols., Washington: GPO, 1907, 1910; rpt., New York: Pageant, 1959).